# تايلا
تايلا لورا سيثال المعروفة باسم تايلا (بالإنجليزية: Tyla)‏، هي مغنية و مؤلفة أغاني من جنوب أفريقيا من مواليد 30 يناير 2002. يتميز أسلوبها الموسيقي بمزيج بين موسيقى البوب و الامابيانو، حيث أطلق عليها العديد من المنشورات اسم "ملكة موسيقى البوبيانو".
ولدت و كبرت في جوهانسبرغ. وقعت تايلا مع إيبك ريكوردز في عام 2021 بعد النجاح المحلي لأول أغنية لها في عام 2019 "Getting Late". اكتسبت شهرتها الدولية بعد إصدار أغنية "Water" عام 2023 ، التي دخلت في قوائم أفضل 10 أغاني في العديد من البلدان بما في ذلك جنوب أفريقيا والمملكة المتحدة والولايات المتحدة. كانت "Water" أول أغنية من قبل مغني أفريقي جنوبي تدخل قائمة البيلبورد الساخنة 100 الأمريكية منذ 55 عامًا و قد مُنحت جائزة غرامي لأفضل أداء موسيقي أفريقي. سبق إصدار أغنية "Water" ألبومها الأول الذي يحمل اسمها، و الذي تم إصداره عام 2024 وسط إشادة النقاد و نجاح تجاري معتدل، و دخل إلى المراكز الخمسة والعشرين الأولى في العديد من البلدان بما في ذلك الولايات المتحدة.
تايلا هي أصغر فنانة أفريقية في التاريخ تفوز بجائزة غرامي. وتشمل جوائزها الأخرى جائزة إم تي في للأغاني المصورة، وجائزتي بي إي تي، وثلاث جوائز إم تي في أوروبا للموسيقى، وجائزة غلوبال فورس الفخرية في أول ألبومات بيلبورد آر أند بي التي تصدرت المراكز الأولى، بالإضافة إلى ترشيحاتها لجائزة بريت، وجائزة إيفور نوفيلو، وجائزة سول ترين للموسيقى، وتسع جوائز موسيقية جنوب أفريقية.